# El Bosque (Chili)
Pour les articles homonymes, voir El Bosque.
El Bosque est une commune du Chili, située dans la province et la région métropolitaine de Santiago.

## Géographie

### Situation

Localisation de El Bosque (en rouge) au sein de l'agglomération de Santiago.

La commune s'étend sur 14,1 km2 à la périphérie sud de Santiago.

## Histoire
Le site est initialement une zone de terres agricoles irriguées par le canal San Carlos inauguré en 1820. Sur une partie de ce territoire une forêt est plantée et baptisée El Bosque (« la forêt »). En 1913, une école de pilotage militaire est créée sur le site. En 1991, la commune d'El Bosque est créée à partir de portions de territoire de celles de La Cisterna et de San Bernardo.

### Scandale Karadima
Fernando Karadima, vicaire (depuis 1958) puis curé (des années 1980 à 2006) de la paroisse d'El Bosque, commet des abus de conscience et des abus sexuels sur de nombreux jeunes séminaristes dont il s'entoure, à l'intérieur du mouvement local de l'Action catholique. Ses disciples intègrent l'association sacerdotale « Pia Union », ou « union sacerdotale du Sacré-Cœur de Jésus », fondée par le premier prêtre d'El Bosque ; ils sont tenus de conserver Karadima comme directeur de conscience, lui devant une journée de visite hebdomadaire. Très apprécié par l'élite conservatrice favorable au régime militaire d'Augusto Pinochet, Karadima a notamment aidé à cacher dans le campanile de la paroisse les assassins du général Schneider en octobre 1970 ; se prétendant un intime de Alberto Hurtado (icône du catholicisme social chilien), il est soutenu par le nonce apostolique du Chili (en), Angelo Sodano, futur cardinal secrétaire d'État de Jean-Paul II puis de Benoît XVI, qui fait de fréquents séjours à El Bosque. Dénoncé à partir de 2003 à l'archevêque de Santiago, le cardinal Errázuriz, ce dernier demande en 2006 à l'abbé de renoncer à sa charge, tout en nommant à sa place le plus fidèle des disciples du prêtre, et en se prêtant à des démarches pour couper court à l'enquête, qualifiées de « dynamique de camouflage ». Karadima n'est visé par une enquête du tribunal ecclésiastique qu'en 2009, lorsque les accusations comprennent des abus sur mineur. En 2010, après un reportage sur la télévision nationale TVN, la justice civile est saisie ; elle classe l'affaire sans suite, pour cause de prescription, mais établit les faits. Karadima est condamné en 2011 à une vie de prière et de pénitence par la congrégation pour la doctrine de la foi, pour « abus de mineurs », adultère « commis avec violence » et « d'abus dans l'exercice du ministère » sacerdotal.

## Population et société

### Démographie
La population s'élevait à 162 671 habitants pour une densité de 11 619 hab./km2 en 2012 et à 162 505 habitants en 2017.

## Politique et administration
La commune est dirigée par un maire et huit conseillers élus pour un mandat de quatre ans. Les dernières élections ont eu lieu les 26 et 27 octobre 2024. Le Parti socialiste est à la tête de la municipalité depuis sa création en 1991.
| Période      | Période      | Identité              | Étiquette | Qualité |
| ------------ | ------------ | --------------------- | --------- | ------- |
| 12 août 1991 | 28 juin 2021 | Sadi Melo Moya        | PSC       |         |
| 28 juin 2021 | en cours     | Manuel Zúñiga Aguilar | PSC       |         |

## Transports
El Bosque est traversée par la « Grande avenue », un axe majeur nord-sud de la capitale. 
La commune est desservie par trois stations de la ligne 2 du métro de Santiago, ouvertes le 27 novembre 2023, ainsi que par le réseau d'autobus Red de l'agglomération de Santiago.

## Base aérienne
Sur le territoire de la commune se trouve une base aérienne où s'entraine les élèves pilotes de l'armée de l'air et qui comporte une piste de 1,8 km.